# Whitewater Bay
Pour les articles homonymes, voir Whitewater.
La Whitewater Bay est une baie américaine du golfe du Mexique située dans le Sud de la Floride. Délimitée par une péninsule appelée Cap Sable, elle donne sur la baie Ponce de Léon, ouverte directement sur le golfe. Elle relève du comté de Monroe et du parc national des Everglades.